# Stade de l'Abbé-Deschamps
Pour les articles homonymes, voir Deschamps et L'Abbé.
Le stade de l’Abbé-Deschamps (ou stade Abbé-Deschamps) est un stade  de football situé à Auxerre. Sa capacité d'accueil est de 17 897 places. L'AJ Auxerre en est le propriétaire, comme 3 autres clubs professionnels français (AC Ajaccio, le FC Metz et l'Olympique lyonnais) le sont de leur propre stade.
Il porte le nom de Ernest-Théodore Valentin Deschamps (1868-1949) dit l'abbé Deschamps, prêtre français et fondateur de l'AJ Auxerre.

## Histoire du stade

### Avant 2010
À leurs débuts, les jeunes du patronage Saint-Joseph jouent sur le plateau du terrain de manœuvres de la ville. Puis le 5 novembre 1905, pour la première rencontre « officielle » contre les Rupins de Bourgogne de Migennes, l'AJA joue sur un terrain de la route de Vaux. L’abbé Deschamps obtient cette même année la location du terrain des « Ocreries » près du pont de la Tournelle. En 1912, l'abbé Deschamps doit abandonner le terrain et achète alors une dizaine de parcelles situées dans la plaine de Preuilly, le long de l'Yonne. C’est le 13 octobre 1918 qu’est inauguré le Stade de la Route de Vaux sur l’un de ces terrains. En 1930, l’AJA érige une tribune de 150 places grâce à une subvention du conseil général de l'Yonne. Cette tribune recevra la bénédiction de l’évêque d’Auxerre, Émile Chesnelong.
En 1949, après la mort de l'abbé Deschamps, l'enceinte est rebaptisée au nom du président-fondateur et devient donc le Stade de l'Abbé-Deschamps. Dans les années 1950, le terrain est ceinturé par une piste d'athlétisme. Guy Roux la fait supprimer pour que le terrain puisse être agrandi et être aux normes. La section athlétisme de l'AJ Auxerre n'ayant plus de piste, elle fusionne avec le Stade auxerrois. Les tribunes restent modestes jusqu'au début des années 1980. Le club engage alors des travaux pour ériger des tribunes derrière les buts. Nouveau lifting en 1984 avec la réfection de la grande tribune latérale. En 1994, les tribunes Vaux et Leclerc (derrière les buts) sont remplacées par des constructions modernes. Les traditionnels bancs en bois ont été remplacés par des sièges orange et, depuis la réfection du stade, par des Sièges gris et bleu (gris pour le secteur visiteur)

### Années 2010
Lors de l'intersaison 2010, le stade subit quelques modifications, notamment dans le but de respecter les nouvelles normes de l'UEFA pour accueillir des matchs de Ligue des champions. Parmi ces modifications, on peut noter le remplacement de la pelouse avec la pose d'un système de chauffage, l'agrandissement de la tribune de presse, l'élargissement du vestiaire des arbitres, le changement des bancs de touche, ainsi que la suppression des pourtours. Les tribunes Vaux et Tennis changent de noms à la suite de l'arrivée de nouveaux sponsors et sont renommées respectivement tribune Groupama et tribune Société générale.
À la suite du match de Ligue des champions contre l'Ajax Amsterdam, l'intégralité des sièges du parcage réservé aux visiteurs ont été détruits par les supporters Néerlandais, puis remplacés par des sièges bleus plus en adéquation avec les couleurs du club, laissant entrevoir les futures modifications du stade.
Lors de l'intersaison 2011, la nouvelle direction emmenée par Gérard Bourgoin lance des travaux de rénovation et d’agrandissement des vestiaires. Lors de l'intersaison 2015, le club se dote de deux écrans géants, mais cette intersaison marque aussi le début des travaux des futures loges situées en haut de la tribune honneur. À l'issue des travaux, la capacité du stade est désormais de 18 541 places.
Après un relooking en début de saison 2017-2018, le club profite de l'intersaison 2018 pour faire des travaux dans le stade. Ces travaux estimés autour de 2 millions d'euros comprennent la réfection du terrain principal, le réaménagement du terrain d'entraînement, la création d'une salle de musculation et la réfection des sanitaires,,.

### Années 2020
En 2023, quelques modifications ont été apportées dans le stade. En effet, l'éclairage a été remplacé, les sièges ont été modifiés afin de dessiner un motif et des clôtures ont été remplacées.
Des projets sont actuellement à l'étude. Le club a acquis les terrains de l'ancien camping d'Auxerre qui arrive à la fin de sa concession avec la municipalité auxerroise. L'objectif est de créer un parking pour les visiteurs, une nouvelle boutique, une billetterie, et de déplacer l'AJA Tennis et AJA boules.
Le déplacement de l'AJA Tennis permettrait de libérer de l'espace qui serait utilisé pour agrandir la tribune Louault. Cette expansion inclurait la construction de loges et l'élévation de la tribune au même niveau que la Tribune Guy Roux.
Le 5 mars 2024, le départ de la 3e étape du Paris-Nice 2024 est donné devant le stade Abbé-Deschamps.
Il s'agit d'un contre-la-montre par équipe autour d'Auxerre qui est remporté par UAE Team Emirates.

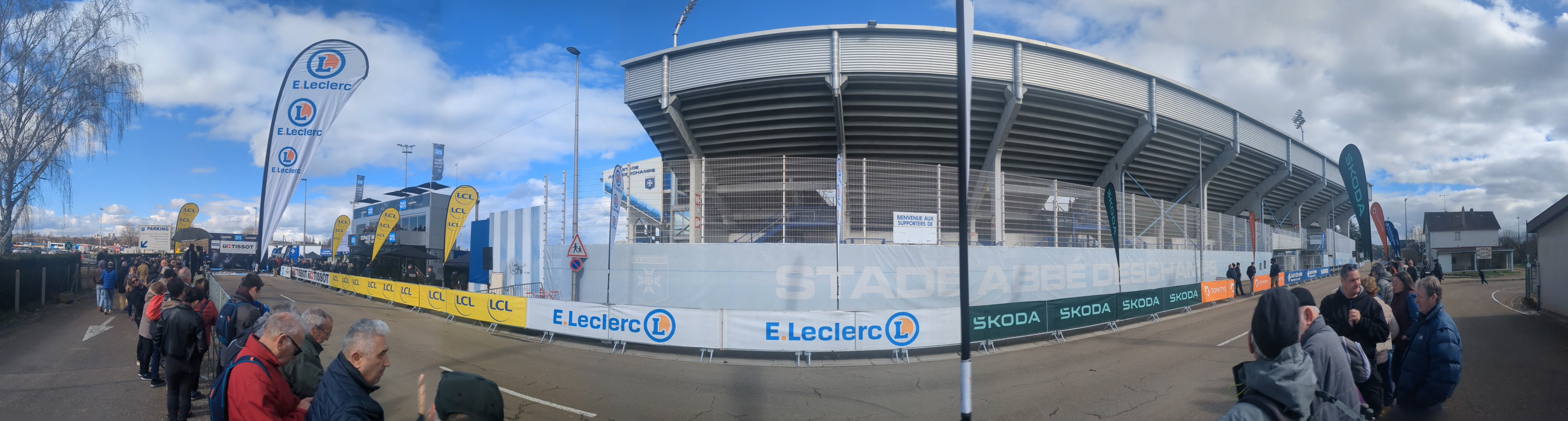
Zone de départ du contre-la-montre par équipe du Paris-Nice 2024 devant le Stade Abbé-Deschamps

Le 11 mai 2024, le stade est utilisé pour la première fois de son histoire en configuration rugby à XV. Le Racing 92, club des Hauts-de-Seine, y délocalise ses deux derniers matchs de Top 14 face à l'Aviron bayonnais le 11 mai et face à la Section paloise le 1er juin.

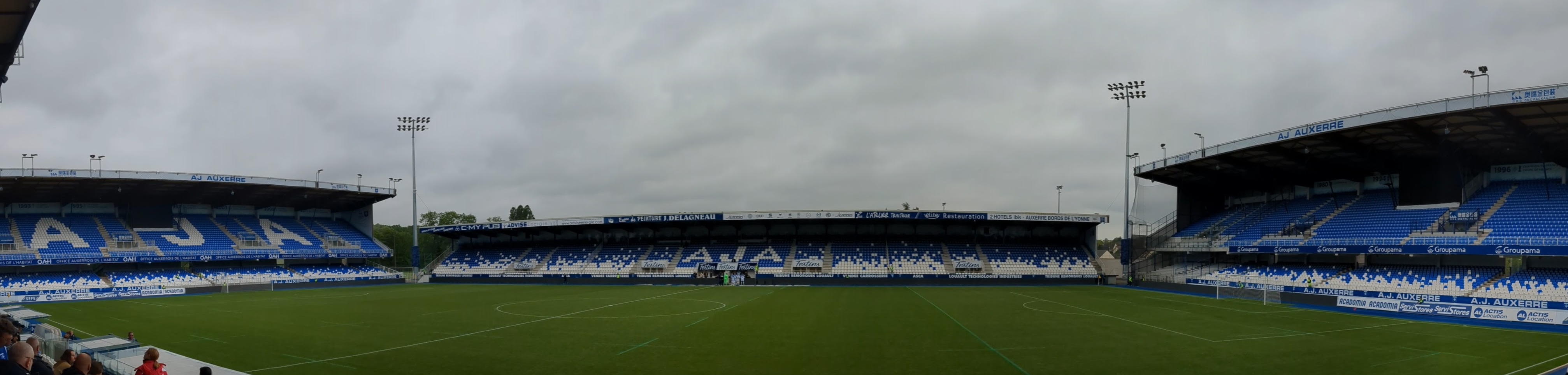
Panorama du stade de l'Abbé-Deschamps depuis la tribune Guy Roux

## Matchs internationaux
Le stade a accueilli deux fois l'équipe de France. La première fois le 6 septembre 1995 dans le cadre des éliminatoires de l'Euro 1996, pour une victoire 10-0 contre l'Azerbaïdjan et la seconde fois le 6 juin 2007 avec une victoire 1-0 contre la Géorgie, pour un match comptant pour les éliminatoires de l'Euro 2008. Un match de l'équipe de France de football A' a eu également lieu au stade Abbé-Deschamps. Le 16 novembre 1988, l'équipe de France A' battait la Yougoslavie B un but à zéro.
Trois matches de l'équipe de France espoirs se sont joués à l'Abbé-Deschamps, à chaque fois lors des éliminatoires de l'Euro espoirs. Le 20 novembre 1984, les Bleuets battent la Bulgarie (2-1), le 12 mars 1986, ils s'inclinent 3-1 contre l'Espagne et le 8 septembre 2014, ils font match nul 1-1 contre l'Islande. Enfin, les moins de 20 ans ont joué le 1er avril 1997 un match amical à l'Abbé-Deschamps contre l'équipe de Suède des moins de 20 ans.
| Date             | Compétition             | Équipe 1        | Équipe 2        | Score  | Affluence |
| ---------------- | ----------------------- | --------------- | --------------- | ------ | --------- |
| 6 septembre 1995 | Éliminatoires Euro 1996 | France          | Azerbaïdjan     | 10 - 0 | 13 479    |
| 6 juin 2007      | Éliminatoires Euro 2008 | France          | Géorgie         | 1 - 0  | 15 000    |
| 23 juillet 2016  | Amical                  | France féminine | Canada féminine | 1 - 0  | 17 589    |
| 4 avril 2019     | Amical                  | France féminine | Japon féminine  | 3 - 1  | 15 379    |

## Records
Le record d'affluence en D1 fut enregistré le 18 mai 1996 contre le FC Nantes : 22 500 supporters auxerrois étaient venus saluer « leurs » nouveaux champions de France. En Coupe d'Europe, la meilleure affluence fut enregistrée le 19 mars 1997 contre le Borussia Dortmund avec 21 304 spectateurs.
La plus large victoire de l'AJ Auxerre en D1 au stade Abbé-Deschamps eut lieu le 25 octobre 1996 lors de la 14e journée du championnat de France de football D1 1996-97. L'AJ Auxerre battit l'Olympique lyonnais sept buts à zéro.

## Cinéma et télévision
Sauf indication contraire, les informations mentionnées dans cette section peuvent être confirmées par la base de données cinématographiques IMDb,  présente dans la section « Liens externes ».Le stade de l'Abbé-Deschamps fut, en 1978, l'un des lieux de tournage du film Coup de tête.
En 2001, le stade de l'Abbé-Deschamps sert de décors à la série Une femme d'honneur. L'épisode Perfide Albion débute par un match de football opposant l'AJ Auxerre à Manchester United et des hooligans des deux équipes s'affrontent.
En 2013, le stade est le lieu de tournage de quelques scènes du film Tonnerre.

## Galerie de photos

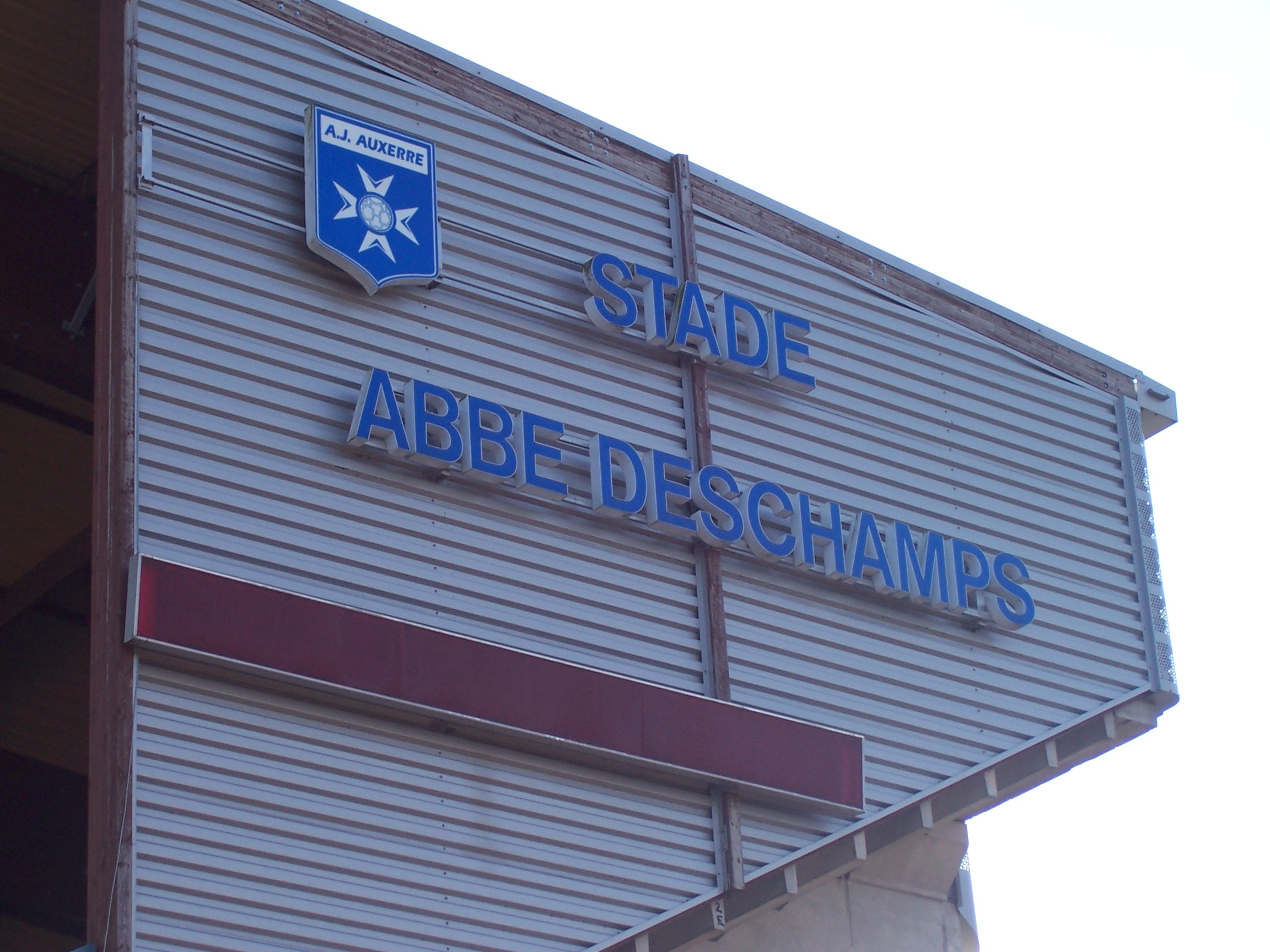
Insigne
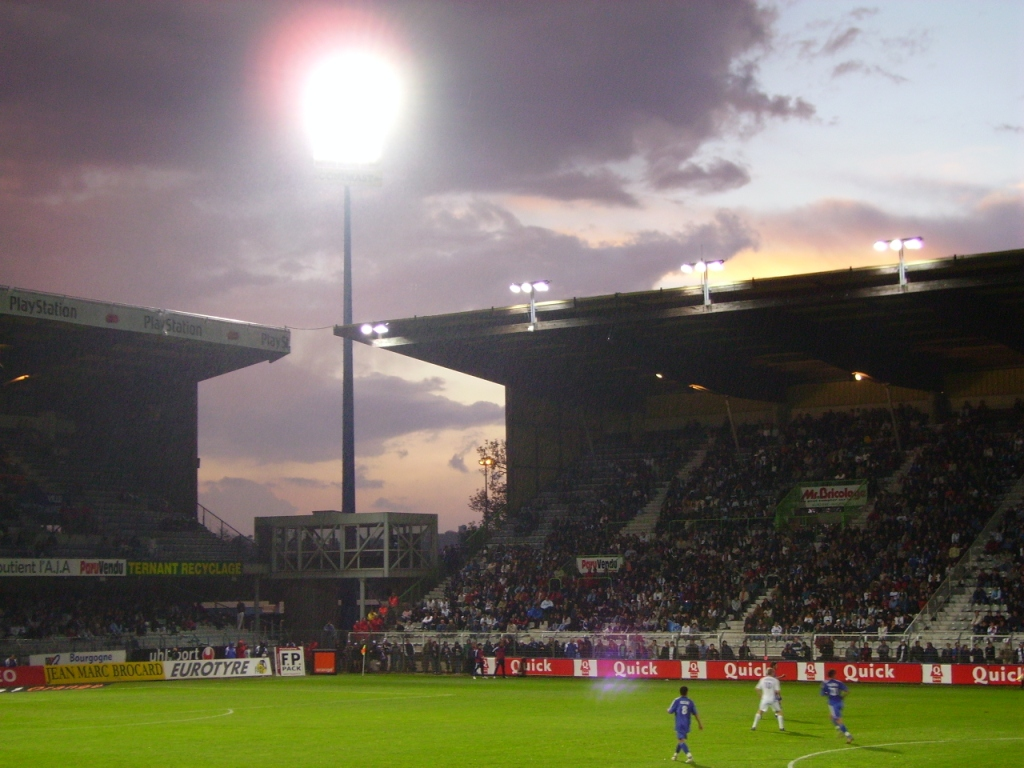
Stade Abbé-Deschamps
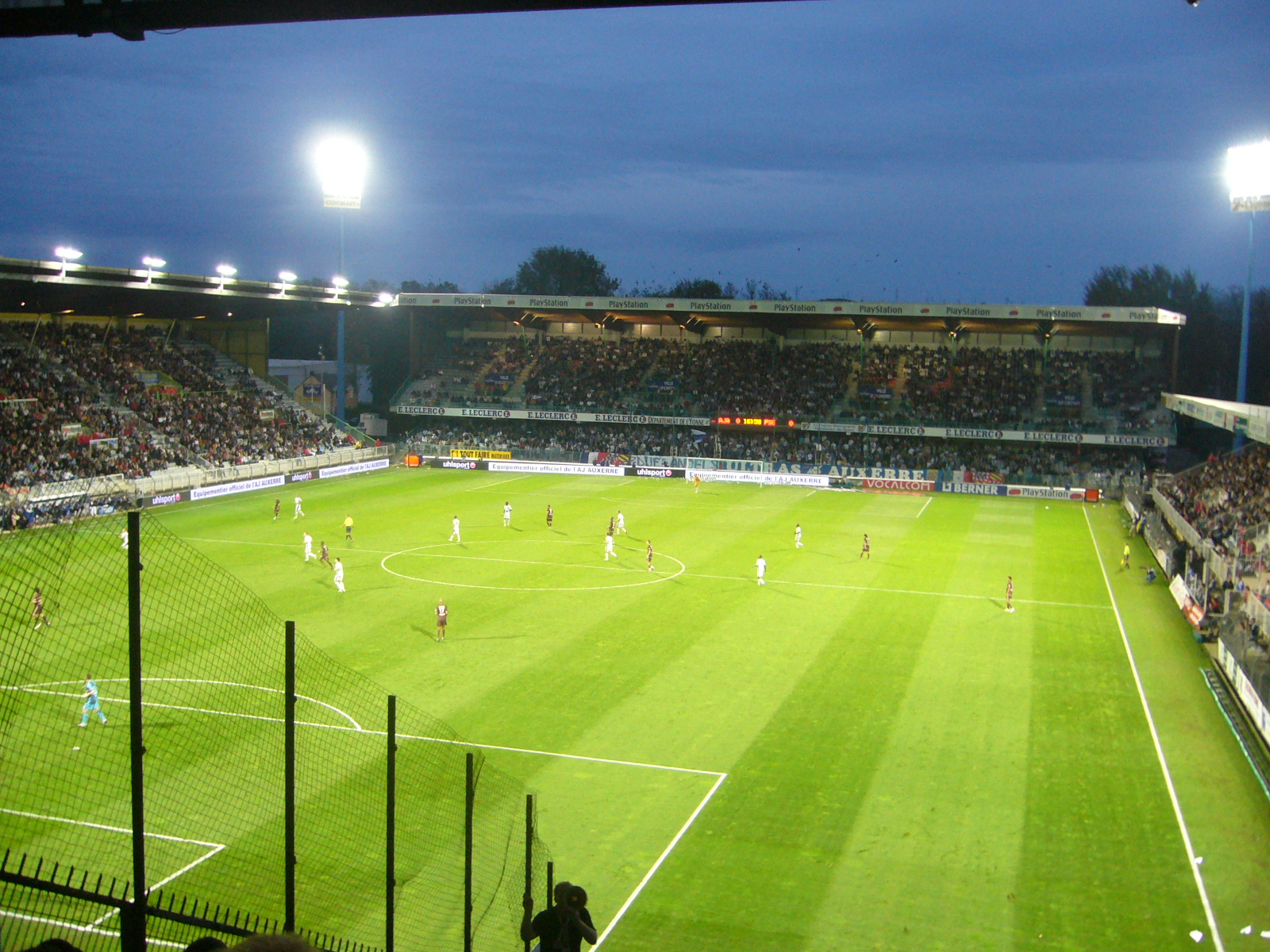
Vue de l'emplacement visiteurs en Tribune Vaux
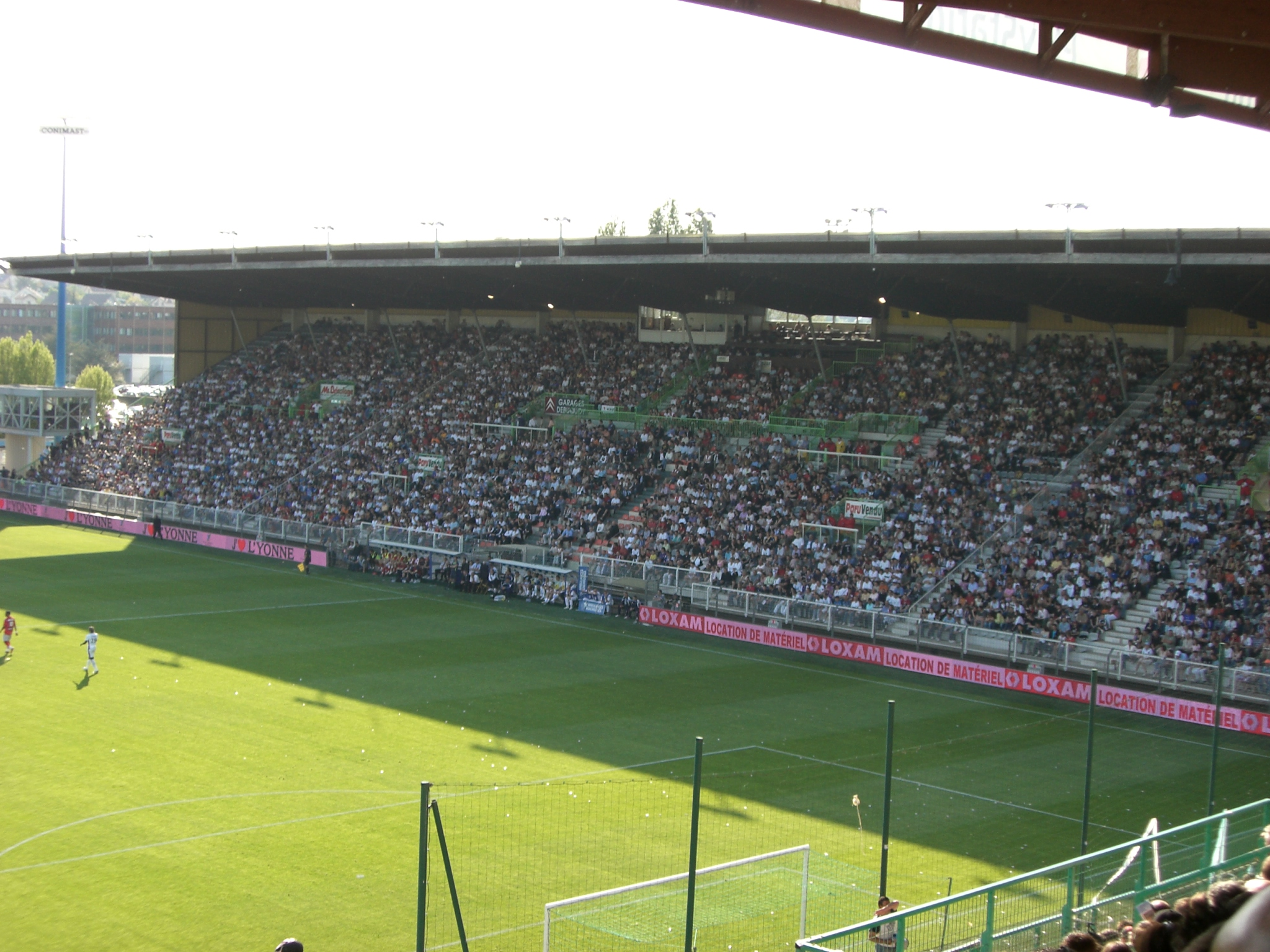
Tribune d'Honneur
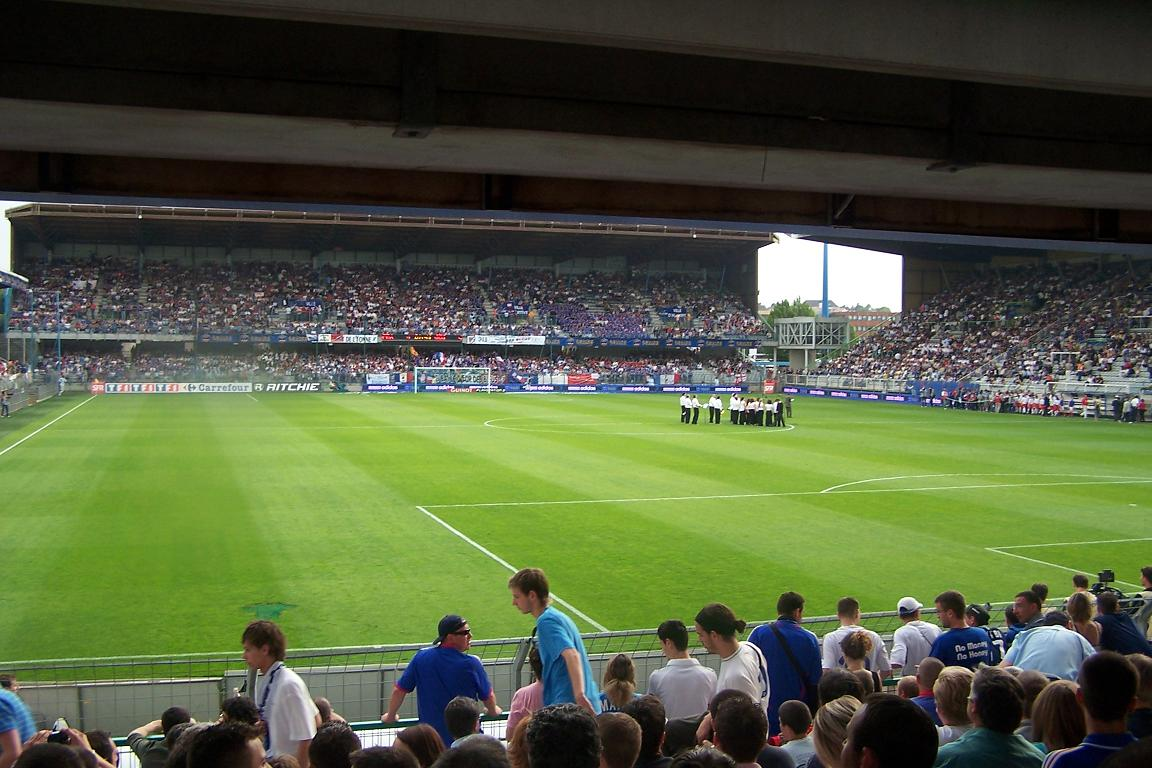
Vue de la Tribune Leclerc lors de France-Géorgie
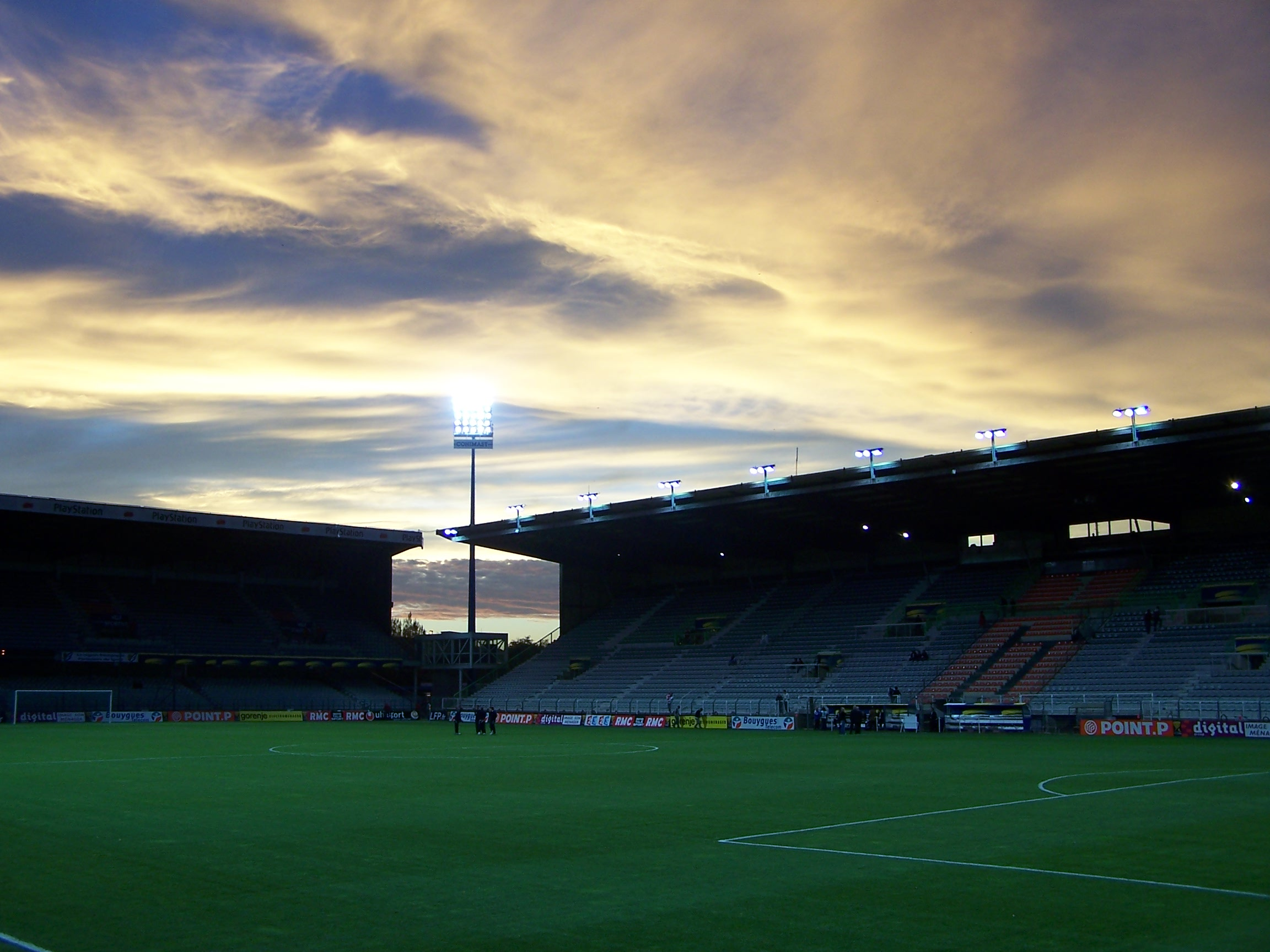
Stade de l'Abbé-Deschamps
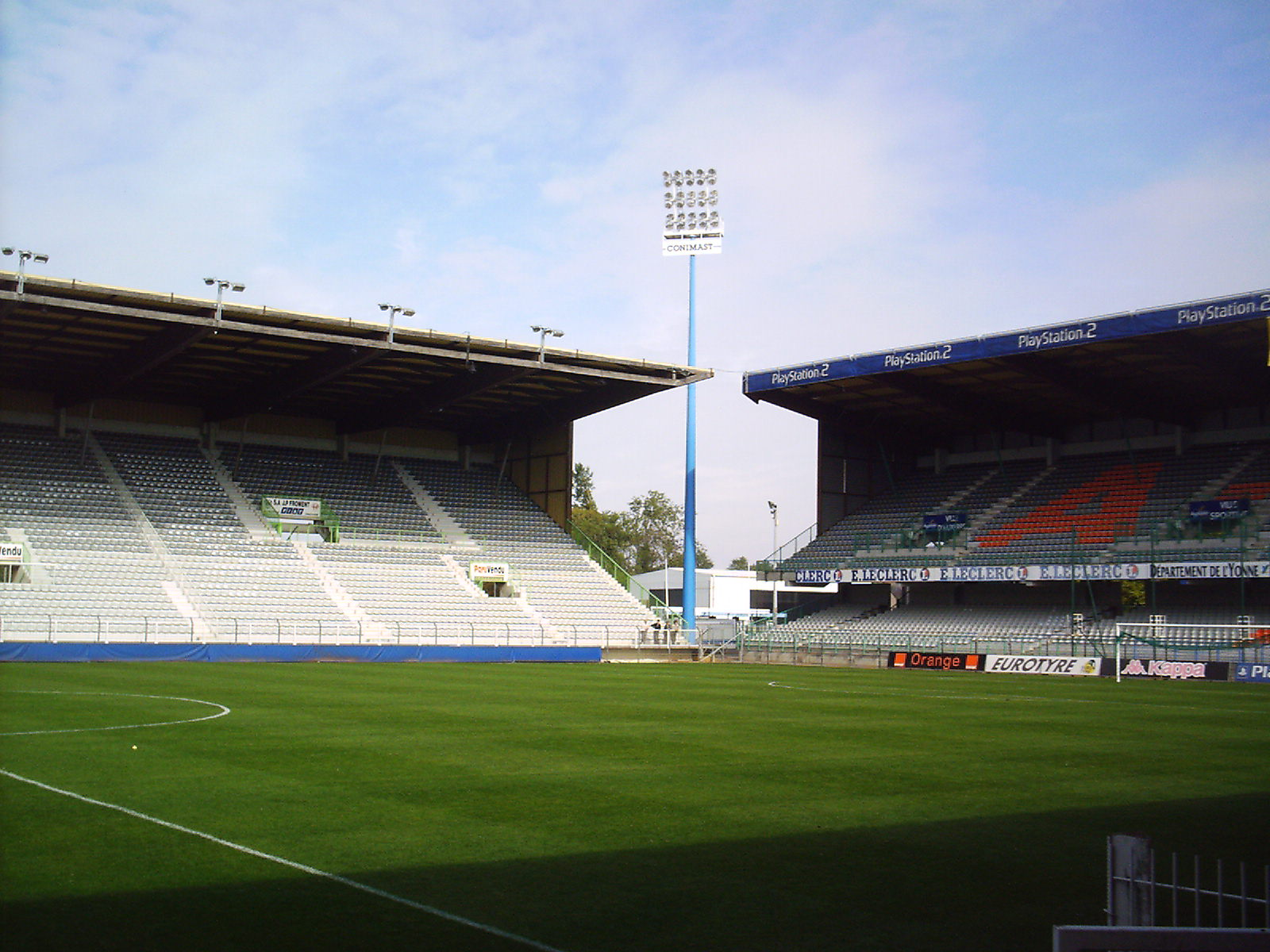
Stade de l'Abbé-Deschamps
Plan du stade de l'Abbé-Deschamps
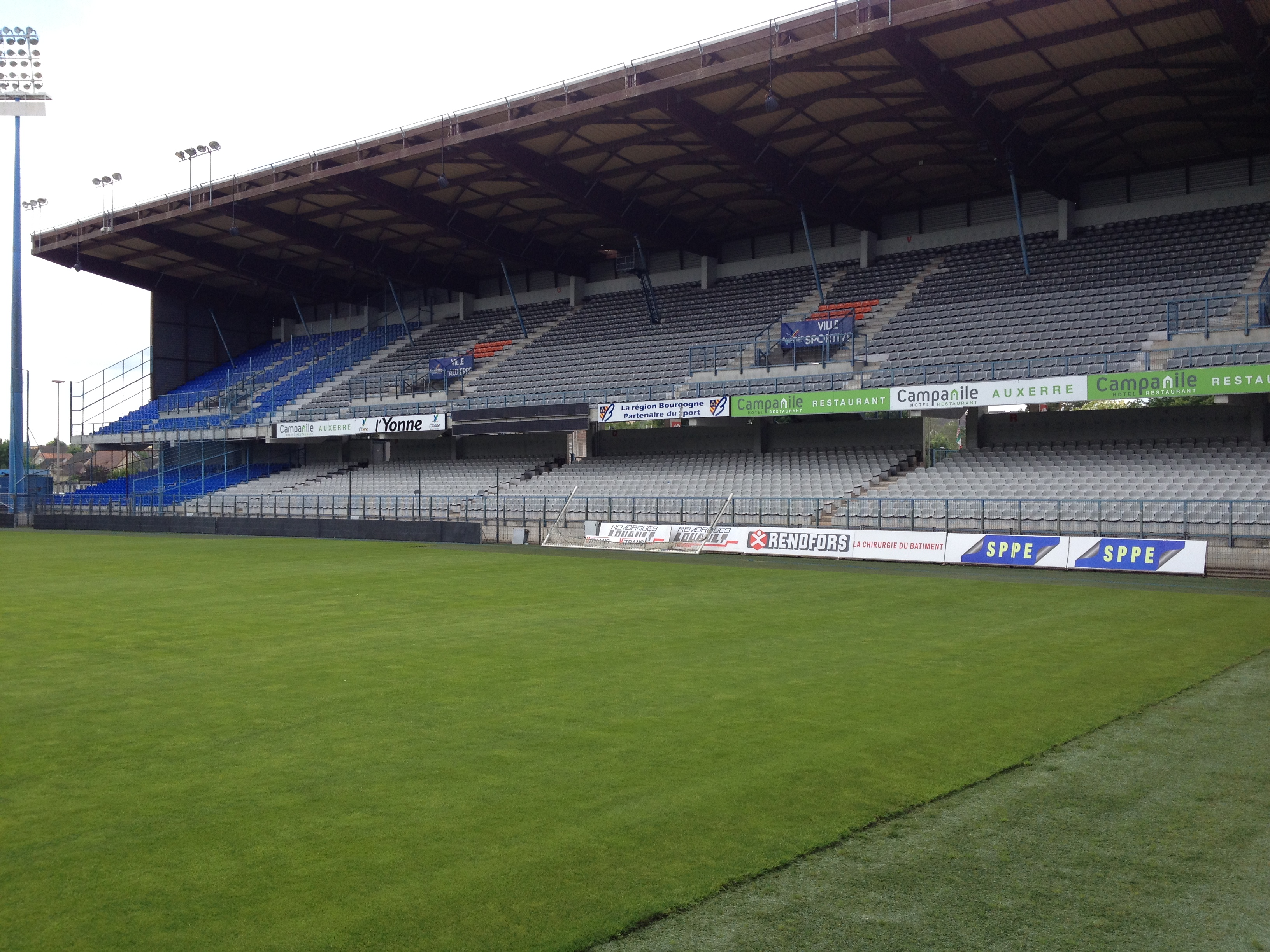
Tribune Vaux
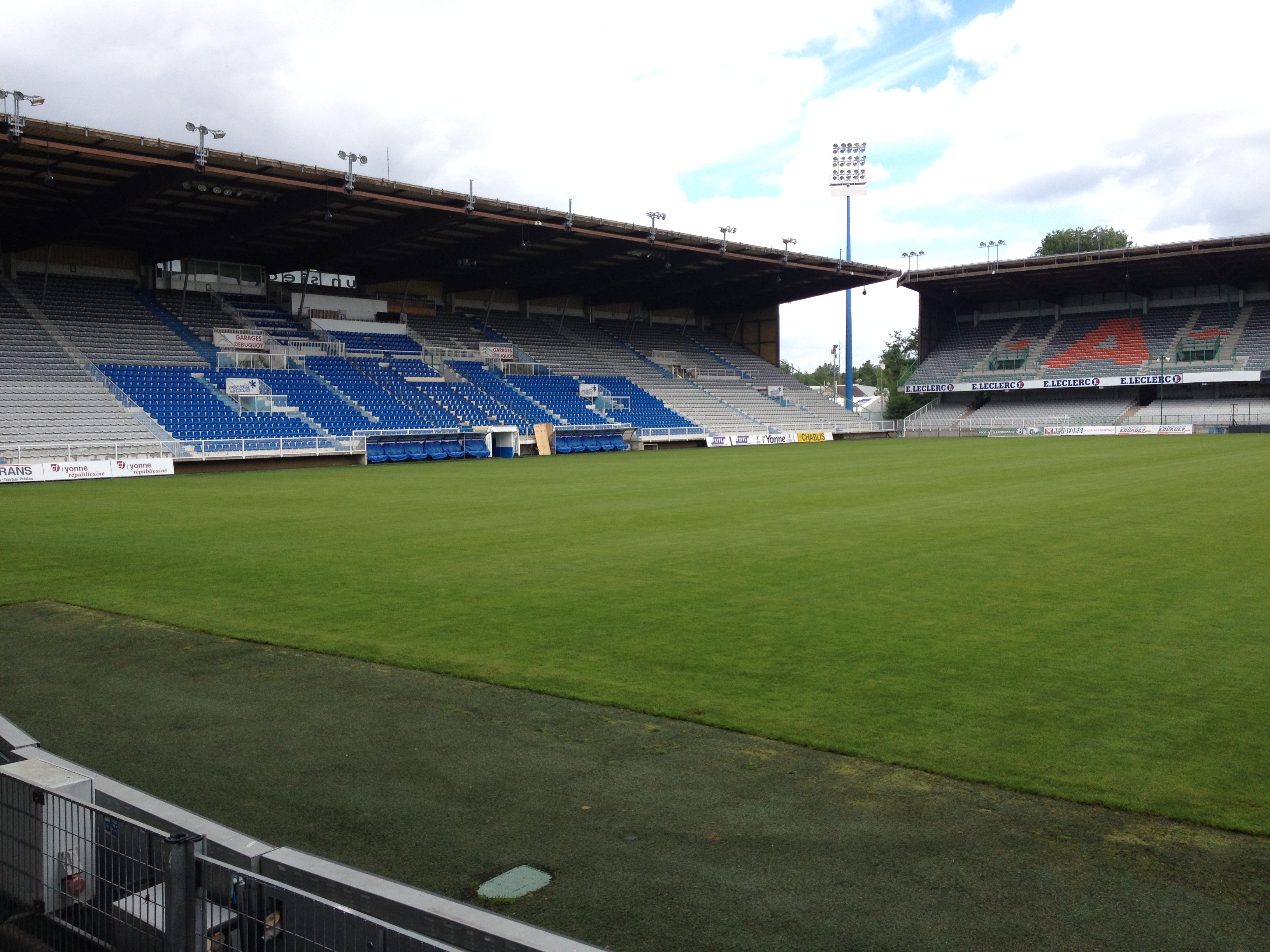
Tribune Honneur-Leclerc
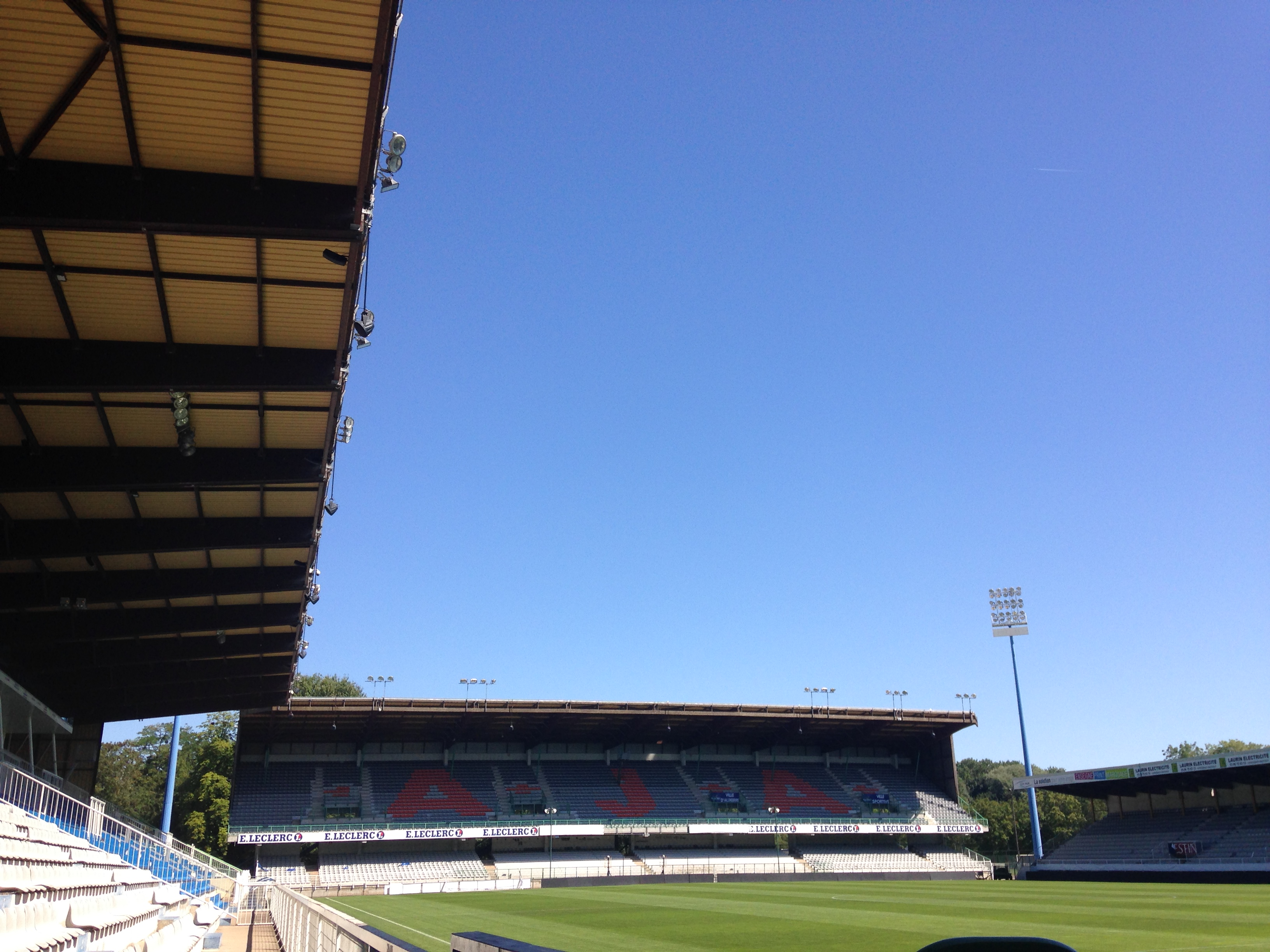
Stade de l'Abbé Deschamps sous le soleil
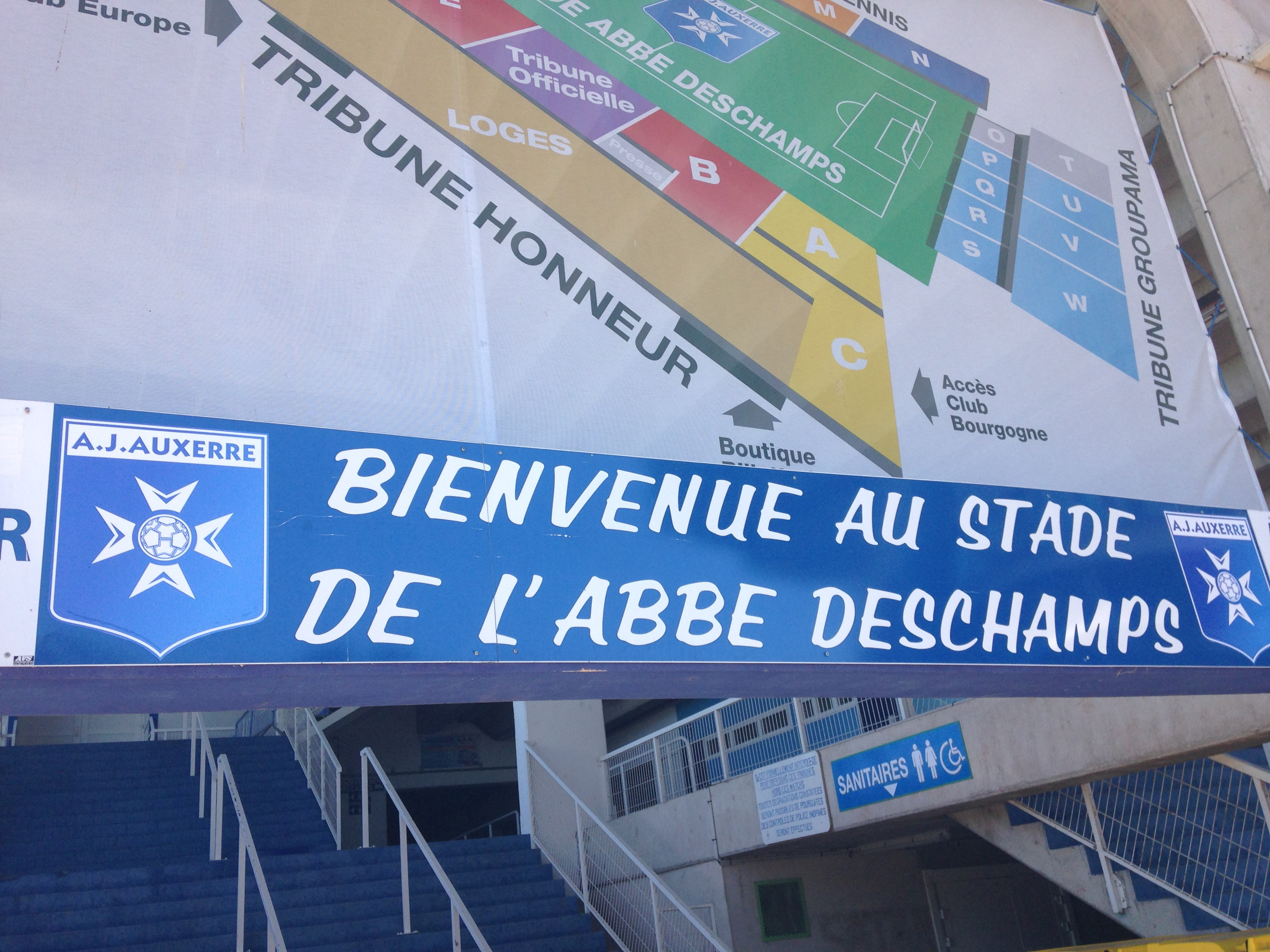
Message d’accueil